# Trześniówka (dopływ Wisły)
Trześniówka – rzeka, prawostronny dopływ Wisły, o długości 56,26 km i powierzchni dorzecza 569,6 km². 
Źródła rzeki znajdują się na Płaskowyżu Kolbuszowskim, na północny zachód od Cmolasu. W górnym biegu (do ujścia Kozieńca) płynie pod nazwą Jamnica. Trześniówka uchodzi do Wisły na 272. jej kilometrze, w okolicy Sandomierza. Jej dopływami są Smarkata, Koniecpólka, Kaczówka, Mokrzyszówka, Żupawka, Dąbrówka.
W środkowym i dolnym biegu rzeka była, poprzez swoje dopływy, głównym odbiorcą zanieczyszczeń tarnobrzeskiego przemysłu siarkowego, m.in. z likwidowanych kopalni "Machów" i "Jeziórko". W związku z tym jej wody są silnie zanieczyszczone, przede wszystkim związkami siarki, chloru i azotu azotynowego.